# Международный день мигранта
Международный день мигранта (на других официальных языках ООН: англ. International Migrants Day, араб. اليوم الدولي للمهاجرين‎,  исп. Día International del Migrante, кит. 国际移民日, фр. la Journée internationale des migrants)  — отмечается по предложению Генеральной Ассамблеи ООН (Резолюция № A/RES55/93) ежегодно, 18 декабря, начиная с 2000 года. В этот день в  1990 году Генеральная Ассамблея ООН приняла Международную конвенцию о защите прав всех трудящихся-мигрантов и членов их семей.
В резолюции Генеральной Ассамблеи предложено всем государствам-членам ООН, правительственным и неправительственным организациям отмечать Международный день мигранта на основе деятельности по распространению информации о правах человека и основных свободах мигрантов, обмену опытом и разработке мер по обеспечению их защиты.
В своих посланиях, посвящённом Дню мигранта, Генеральный секретарь ООН неоднократно призывал все государства присоединиться к конвенции о защите прав трудящихся-мигрантов. Он указывал, что мировая экономика всё больше зависит от трудящихся-мигрантов, говорил о том, что без вклада мигрантов общество обеднело бы.